# 松葉まどか
松葉 まどか（まつば- 、1974年7月16日 - ）は、日本の元AV女優。

## 略歴
1999年頃にデビューした熟女系のAV女優である。

## 作品

### アダルトビデオ
2000年
- お姉さん お願いイカせて! バーチャル寸止め（1月?、アロマ企画）他出演:大原さやか
- 好色若妻 火照る肉体 VOL.2 若妻たちの秘密の情事（4月22日、コクモ本舗）…「まどか」名義 オムニバス作品
- お姉さんが犯してあげる10（4月27日、クリスタル映像）他出演:本城美樹、加藤礼子、山岸多香子
- コスプレコレクション（6月22日、X-ZOOMカンパニー）総集編 他出演:山田いずみ、秋本レナ、南彩菜、飯島陽子 他
- ヴァージン・フェイス VOL.1 OL編（8月1日、アイデアポケット）共演:桜田佳子、石川香
- シングルライフ4 裸の私生活（8月21日、ロイヤル・アート）
- レズナンパ VOL.02（12月8日、ガールキープ）他出演:杉咲ふみな、椎名環
- ザ・筆おろし16（12月12日、クリスタル映像）他出演:南えり、星野彩香、黒沢まりあ、香田舞子

2001年
- 淫画ダイナマイト3 [淫汁遊戯号]（5月16日、アロマ企画）他出演:愛田るか、飯島麗華
- 集団レイプ （6月7日、バッドジャッジ）
- 隣の痴女妻 可愛い人妻の淫らな挑発!!（7月15日、ネクストイレブン）
- 松葉まどかの[汁だく痴女]5対1 （8月10日、モンゴロイド）
- ボンテージ4GIRLS（8月14日、アジアチック）他出演:梶原まゆ、水野華々、南彩菜
- 女子校生フィーバー!（8月27日、ホットプレス）総集編 他出演:佐伯祐里、朝香えみ、葉月綾
- ふらちな人妻三昧 （9月10日、ディスコ）…総集編 他出演:梶原まゆ、南彩菜、葉月綾
- ヌルマンレースクイーン（9月27日、アンジャスト）他出演:佐伯祐里、梶原まゆ、南彩菜
- Lingerie LOVE（10月31日、ポスト）他出演:佐伯祐里、朝香えみ、片岡リナ
- 本能剥き出しのOLたち（11月8日、キューチップス）他出演:長島歩実、南彩菜 他
- 水着ファックパラダイス（11月21日、マイセクシー）他出演:倉本安奈、梶原まゆ、南彩菜

2002年
- 女教師と女性徒がペニバンで犯し合い、男優は一切出てこない学園ドラマ（1月10日、SODクリエイト）…共演:観月愛、琴野まゆ
- 溜池ゴローのお姉様ファイル3 松葉まどか（26歳）（1月20日、ドグマ）
- SODが引っ越した! そこに監督さん達が全裸の女優さんを連れてきてくれました!?（1月20日、SODクリエイト）共演:森下くるみ、木下いつき、宮内ゆみ、坂口華奈、桜田由加里、七瀬ななみ、水野奈菜、川奈まり子、倉本安奈、沢賀名、椎名みなみ、風間恭子
- REAL MODELS 20（2月1日、TMA）総集編 他出演:堤さやか、桃井望、うさみ恭香、長瀬愛、笠木忍、泉星香、川奈まり子、坂口華奈、宏岡みらい、鏡麗子 他
- ルビーベストコレクション シリーズ若奥様（2月8日、ルビー）…総集編 他出演:早川唯、坂口華奈、結城恭子、岡沙理奈
- ルビーベストコレクション フェラトピア（2月8日、ルビー）総集編
- 綺麗なお姉さんに犯されたい! 4（2月20日、SODクリエイト）共演:金子リサ
- ひとりH マニュアル 絶頂版（3月9日、SODクリエイト）総集編 他出演:梶原まゆ、細川真紀、三上さち、竹下未来、中山愛里、内藤花苗、飛鳥みどり、浜野美砂
- 巨乳保母レイプ ～狙われたHカップ～（3月22日、笠倉出版社）共演:山口玲子、原口まお
- 痴女過激120分（3月22日、エクストリームファック）総集編 他出演:浅見伽揶、氷高小夜、早川ナナ、平井千里、本上いずみ 他
- エッチなお姉さんスペシャル120分 2（4月25日、クリスタル映像）総集編
- 街角おしゃぶりゴックン娘 5（4月27日、クリスタル映像）総集編 他出演:小泉ゆり、ささきふう香、吉永さくらこ
- 痴女ベストセレクション 痴女だけを集めた120分!（5月4日、SODクリエイト）総集編
- カリスマ女優 THE BEST PREMIUM COLLECTION 1（5月24日、メディアバンク）総集編
- 人妻たちの内緒話（6月19日、ビッグモーカル）他出演:桜田由加里 他
- あなたヲ淫語で犯す痴女（6月29日、ホットエンターテイメント）他出演:桜田由加里
- 2002年上期（1月～4月）SOD作品集（7月19日、SODクリエイト）総集編
- レズキス・ロマンス ～海辺の詩人～（9月15日、MOODYZ）共演:小野茜、大塚くるみ、椿レイ
- デジモベストセレクション VOL.2（9月20日、SODクリエイト）総集編
- 120分 膣内射精 若妻（9月22日、エテンザ）総集編
- ぶちぎれお嬢さま（9月24日、クリスタル映像）他出演:清川るい、澤宮有紀、京香、ささきふう香
- 隠語でFUCK VOL.2（11月8日、BELL）他出演:堤さやか、桜井舞、朝香えみ、葉月綾
- 加藤鷹の快感地獄責め（11月20日、ケイ・エム・プロデュース）他出演:川奈まり子、益子雪菜、榎本まどか
- 熟女ベストセレクション VOL.2（11月20日、SODクリエイト）総集編
- KIKATAN COMPILATION（11月22日、シャイ企画）総集編 他出演:堤さやか、岡野美憂、結城杏奈、秋川沙良、泉星香、朝倉まりあ、水野若菜
- Two Fallen Angels ～二人の堕天使～（12月5日、ラブレッスン）総集編 他出演:奥菜千春
- DOGMA ANTHOLOGY 1.5TH ANNIVERSARY VOL.1（12月6日、ドグマ）総集編
- レズ・ミッション2（12月15日、MOODYZ）共演:デヴィ、ナンシー、由月理帆
- 痴女ベストセレクション VOL.2（12月20日、SODクリエイト）総集編

2003年
- レズベストセレクション VOL.1（1月10日、SODクリエイト）総集編
- デジモベストセレクション VOL.3（3月6日、SODクリエイト）総集編
- 溜池ゴロー卒業記念 ドグマでの全仕事作品集Vol.2（6月10日、ドグマ）総集編
- お姉さんが犯してあげる18連発!!（6月27日、クリスタル映像）総集編
- レズビアン BEST（7月10日、MOODYZ）総集編
- チンコ鷲掴み240分 1（7月22日、スターサイズ）総集編
- 極上痴女に犯されたい 最強痴女8人の秘技（10月15日、ホットエンターテイメント）総集編 他7名出演
- 痴女がヌイてアゲル（11月20日、SODクリエイト）総集編

2004年
- お姉さんが犯してあげる2 19連発!!（1月30日、クリスタル映像）総集編
- SEX-LIFE　（2月13日、イージーオー）総集編
- お姉系… 責め好き“まどか&弓絵”は好きですか?（11月12日、桃太郎映像出版）…共演:渡辺弓絵
- 女だらけのLOVE●レズ●KISS ～女優13人のレズキス未公開シーン一挙蔵出し～（11月15日、MOODYZ）他12名出演
- 高級セレブに犯られてみませんか? 綺麗なお御足に踏まれる快感…（12月15日、ジャパングランプリ）他出演:浅見怜、森下さやか

2005年
- 出来る限りのNOモザイクNO隠し（3月25日、ホットエンターテイメント）他出演:夏樹亜矢、菊池麗子、浅見伽揶、桃井なつみ
- 突撃!隣のエロ奥さん 中出しスペシャル15人 （5月1日、ワイフワイフJAPAN）総集編
- セールスレディーの誘惑（5月25日、マドンナ）他出演:財前礼子、梶原まゆ
- 熟露出（6月25日、マドンナ）他出演:財前礼子、梶原まゆ、林由美香、小川英美
- 美人教師 暴行現場 23（6月25日、クリスタル映像）他出演:真田ゆかり、宝田まりあ、白鳥るり、風間ゆみ、神崎京子
- 溜池ゴローのうれごろ日記　（7月4日、溜池ゴロー）
- 美熟女ソープ天国 3（7月15日、アリスJAPAN）共演:七海りあ、折原純子
- 熟・癒され保育園 4（7月25日、マドンナ）他出演:小川英美、財前礼子
- 熟女拘束イカせまくり地獄（8月25日、マドンナ）他出演:財前礼子、梶原まゆ、小川英美、林由美香、水沢ゆかり
- 浮気録画[公開不倫ナマ素材] 松葉まどか（29） Mrs.Crystal Beauty C.83（9月10日、ドリームチケット）
- 美人教師狩り 4（10月21日、クリスタル映像）総集編 他出演:松坂樹梨、白鳥るり、風間ゆみ、神崎京子 他
- BEST HIT 2005年 ドリームチケット 下半期総集編（12月10日、ドリームチケット）…総集編

※下記は引退後の収録作品
2006年
- 猥褻委員会推奨 いちどはされたい お年玉プレイ（1月19日、桃太郎映像出版）総集編
- 痴女妻マニアックス（5月20日、ネクストイレブン）総集編 他出演:常盤響子、真山あんり、神崎南、風間ゆみ
- 熟妻遊戯 （9月10日、AVS）共演:渡辺弓絵、梶原まゆ

他

### オリジナルビデオ
- 看護婦セクハラ調教 いたずら深夜病棟（2001年9月22日、TMC）共演：長月亜美・本田エリ・青柳真紀子
- 新痴漢物語 外伝 チカン太郎の華麗な日々（2003年11月22日、TMC）共演：宮内つぐみ・可憐・小泉さき・里見瑶子
- お母さんが、好きです（2006年3月7日、ムーンライト）

尚、（）内の年月日は全て発売日（リリースされた日）である。